# 紫の上
紫の上（）は、『源氏物語』の登場人物。光源氏の妻のひとり。光源氏に次ぐ主要な人物である。光源氏と出会った頃は子供で和歌も読めなかったが、光源氏が教育し知性・性格・才芸などでも理想的な女性として描かれる。光源氏の最初の正妻葵の上が亡くなった後、光源氏と契り以後正妻格となる。

## 名前
初め紫の君、後に光源氏の妻となって紫の上と呼ばれる。「紫」の名は古今集の雑歌「紫のひともとゆゑに武蔵野の草はみながらあはれとぞみる」にちなみ、源氏の「永遠の女性」である藤壺の縁者（紫のゆかり）であることを婉曲に表す。また「上」の呼称が示すように、源氏の正妻格として源氏にも周囲にも扱われるが、正式な結婚披露をした北の方ではない。
『源氏物語』について語る時、幼少時の紫の上を初登場する巻名を借りて若紫と呼ぶ事がある。

### 影響
『源氏物語』は、古くは「紫の物語」などの名称で呼ばれることもあり、これは紫の上に由来すると思われる。
さらには作者の通称の「紫式部」も、「紫の物語」等に由来すると一般に考えられている。

## 人物
父は兵部卿宮（後に式部卿宮、藤壺宮の兄）で親王の御血筋、母は、宮の正妻ではない按察使大納言の娘。藤壺の姪にあたる。「若紫」の帖に初めて登場し、以後「御法」まで登場する。
光源氏が病気の祈祷に訪れた山の中の寺で出会った少女。『十ばかりにやあらむと見えて』とあるので10才ほどである。北山の尼宮(紫の上の祖母)に「なんと幼いこと」と呆れるが続けて「ひどく分別ない振る舞いをされるのが心配」と語り出し、この少女の母親が尼宮の娘だと判明する。また最初は和歌も読んだことがない少女として描かれるが、光源氏は「なまじの利口ぶった心もなく、親しい関係になって心のままに教え育てて妻にしたい」と惹かれる。惹かれる理由が「藤壺と同じ親王の御血筋であったか」と尼宮の話で理解する。少女は生まれた母は亡くなり、その後は母方の祖母である北山の尼君に育てられた。光源氏が少女の後見を申し出ると「まだひどく幼い年齢でございますから」と断られる。光源氏が山を降りる際、僧都から「百済から得られた金剛子の数珠の玉の飾りをしたのを(中略)藤、桜などつけて場所柄にふさわしい多くの贈り物を奉げて差し上げなさる」とあるので、紫の上の祖父僧都が百済王と関係あるようすが垣間見える。若紫(紫の上)は光源氏を幼い心に「素晴らしい人だなとご覧になって」「雛遊びにも、絵を描かれるにも」光源氏を思い浮かべるようになる。
光源氏が兵部卿宮の訪問した際に、「あちら(兵部卿宮の邸宅)に(若紫が)移ってお馴染みになってくださいなどと言っていたのを、妙に嫌がられて、私の家内も気兼ねしているようなので」とあり、父と養母とはうまくいってない様子が伺える。父に引き取られるはずであった若紫を自邸の二条院に引き入れ、手習や絵など周囲には彼女の素性を隠しながら、雛遊びの相手をして可愛がる。（「若紫」）。源氏の最初の正妻である葵の上の没後に、源氏と初床となり、以後公に正妻同様に扱われる（「葵」）。以後は光源氏の須磨退隠時期を除き、常に源氏の傍らにあった。
紫の上が妻として扱われるようになって初めて、父兵部卿宮にも、行方不明であった娘が源氏のもとにいることが知らされた。兵部卿宮は始めこれを歓迎したが、源氏が須磨に隠棲したときには右大臣の権勢を恐れて紫の上を支援しなかった。このため源氏は帰京後は兵部卿宮を冷遇することになる。紫の上には子供がなかったため、源氏は明石の君が生んだ女の子（のちの明石中宮）を紫の上の養女とし、将来の后候補として育てさせた（「薄雲」）。また明石中宮の入内後には、中宮の産んだ女一宮と三の宮（匂宮）を養育しており、特に愛した匂宮には遺言で二条院を遺した。
源氏の最愛の妻である一方、源氏の子を産んだ明石の御方にはたびたび嫉妬し、また朝顔斎院と源氏の結婚の噂が立った時には動揺もしたが、六条院の春の町に移って以降は名実ともに源氏の正夫人として「春の上」「北の方」等と呼ばれ、容貌も心ばせも完璧な女性と謳われて本人もそれを誇りに思っていた。しかし実子を持たず確かな後見ある正妻でもなかったため、朱雀院の女三宮の降嫁が決まった時には衝撃を受け、自分の身の不安定さに改めて気付かされ、苦しんだ。紫の上の悩みに気づかぬ源氏と次第にすれ違いを重ね、その心労から37歳の厄年に（以下の年齢の項も参照）重病にかかり、療養のために二条院に移り（「若菜」）、その後数年生きるも完全な回復を見る事はなかった。しかし結局は女三宮の至らなさなどもあり、他の妻たちよりもはるかな優位を失う事は無く、だんだん明石を始め他の妻たちとの関係も穏やかになる。晩年はさかんに出家したい心境を訴えたが、最後までそれを許されぬまま、源氏に先立って病没した（「御法」）。彼女の完璧さを頼りに安堵しきっていた源氏は、悲嘆の中で改めて彼女が隠してきた苦悩と孤独を痛感し、その後の一年あまり紫の上を偲び続けたことが「幻」巻で綴られ、源氏物語の第二部は閉じる。

### 年齢
紫の上の年齢にはやや不審もあるが、源氏より8歳程度から10歳年下である。
若菜巻において、37歳の厄年と明記される箇所があり、これに従うと10歳年下となる。一方、若紫巻で登場した際に、「十余年前に実母が病で亡くなっている」と説明があり、満10～11歳、数え年で12歳ほど（源氏より6歳程度年下）だったことになる。『ブリタニカ国際大百科事典 小項目事典』「紫の上」は、北山の庵にいたときを「10歳の頃」としている。

## 演じた女優
- 叶和貴子 『源氏物語』TBS テレビドラマ（1980年）
- 大原麗子 『源氏物語 上の巻・下の巻』（1991年 - 1992年)
- 常盤貴子 『千年の恋 ひかる源氏物語』
- 紺野彩夏 『いいね！ 光源氏くん し～ずん２』（2021年）